# ドナルドの自動車旅行
『ドナルドの自動車旅行』（ドナルドのじどうしゃりょこう）または『ドナルドの野宿はつらいよ』（ドナルドののじゅくはつらいよ、原題：Wide Open Spaces）は、ウォルト・ディズニー・プロダクション（現：ウォルト・ディズニー・カンパニー）が製作した1947年9月12日公開のアニメーション短編映画作品。ドナルドダック・シリーズの第73作である。

## あらすじ
宿泊所を訪れたドナルドであったが、ほぼ満室な上に唯一空いていた外の折り畳みベッドすら16ドル(2024年現在の日本円にして1万7000円以上)という高額に断念し、仕方なく野宿することに。自前のマットレスで寝ようとするも落石や枝など様々な邪魔が入りドナルドはなかなか寝ることが出来ない。

## スタッフ
- 製作：ウォルト・ディズニー
- 監督：ジャック・キング
- 脚本：マック・ドナルド、ジャック・ヒューバー
- 音楽：オリバー・ウォレス
- レイアウト：ドン・グリフィッス
- 背景：ハワード・ダン
- 原画：ポール・アレン、サンディー・ストロザー

## キャスト
| キャラクター   | 原語版               | 旧吹き替え版 | 新吹き替え版 |
| -------------- | -------------------- | ------------ | ------------ |
| ドナルドダック | クラレンス・ナッシュ | 関時男       | 山寺宏一     |
| 宿泊所の宿主   | ?                    | 遠藤征慈     | 茶風林       |
| ナレーター     | -                    | 江原正士     | -            |

## 日本での公開

### 収録
- 『ドナルドダック・クロニクル Vol.3 限定保存版』（DVD、ブエナ・ビスタ・ホーム・エンターテイメント、新吹き替え版）